# Флахт
Флахт (нем. Flacht) — община в Германии, в земле Рейнланд-Пфальц. 
Входит в состав района Рейн-Лан. Подчиняется управлению Ханстеттен.  Население составляет 1126 человек (на 31 декабря 2010 года). Занимает площадь 4,45 км².